# Matt et Ross Duffer
Les frères jumeaux, Matt et Ross Duffer, nés le 15 février 1984,, en Caroline du Nord, sont deux scénaristes, réalisateurs et producteurs américains de séries télévisées. Travaillant souvent en duo, ils sont connus comme les frères Duffer (en anglais : Duffer Brothers, abrégé en Duffer Bros.). Ils sont notamment les créateurs de la série Stranger Things pour Netflix.

## Carrière
Après avoir écrit et réalisé plusieurs courts métrages, leur script pour le film d'horreur post apocalyptique Hidden (en) fut acheté par Warner Bros. Pictures en 2011. Les frères réalisent alors le film et le diffusent en 2015. Peu après, les 'Duffer Bros' furent engagés en tant que réalisateurs et scénaristes pour la série Wayward Pines sur le réseau Fox.
Leur carrière prend peu après un tournant en 2016 avec l'arrivée de leur série phénomène Stranger Things. Après un succès retentissant de la série, Netflix annonce le 30 septembre 2019 la signature des frères Duffer pour d'autres films et séries TV dans les années à venir.

## Vies personnelles
Matt et Ross Duffer sont nés à Durham en Caroline du Nord. Ils ont commencé à faire des films en CE2 avec une caméra vidéo Hi-8. Ils ont fréquenté la Dodge College of Film and Media Arts à l'Université Chapman à Orange en Californie, une école où ils ont obtenu leur diplôme de cinéma en 2007,.
En décembre 2015, Ross Duffer se marie en Californie avec la réalisatrice Leigh Janiak (en). Le couple se rencontre en 2006 à une entreprise de production basée à Los Angeles, où Janiak était l'assistante d'un réalisateur tandis que Ross était un stagiaire. Une demande de divorce est effectuée en février 2023 (en).

## Filmographie

### Créateurs
- depuis 2016 : Stranger Things

### Producteurs délégués
- 2015-2016 : Wayward Pines (2 épisodes)
- depuis 2016 : Stranger Things

### Réalisateurs
- 2015 : Hidden (en)
- depuis 2016 : Stranger Things

### Scénaristes
- 2015 : Hidden (en)
- 2015-2016 : Wayward Pines (4 épisodes)
- depuis 2016 : Stranger Things

## Distinctions
| Année | Prix                                                | Catégorie                                                               | Nomination                                                                           | Résultat   |
| ----- | --------------------------------------------------- | ----------------------------------------------------------------------- | ------------------------------------------------------------------------------------ | ---------- |
| 2016  | 28e cérémonie des Producers Guild of America Awards | Prix Norman Felton du meilleur producteur de série télévisée dramatique | Matt et Ross Duffer avec Shawn Levy, Dan Cohen et Iain Paterson pour Stranger Things | Lauréat    |
| 2017  | 69e cérémonie des Primetime Emmy Awards             | Meilleure réalisation                                                   | Stranger Things pour l'épisode Chapitre Un : La Disparition de Will Byers            | Nomination |
| 2017  | 69e cérémonie des Primetime Emmy Awards             | Meilleur scénario                                                       | Stranger Things pour l'épisode Chapitre Un : La Disparition de Will Byers            | Nomination |
| 2017  | Prix Hugo                                           | Meilleure présentation dramatique, forme longue                         | Stranger Things                                                                      | Nomination |

#### Matt Duffer
- Ressources relatives à l'audiovisuel (pour Matt Duffer) :   - Allociné
  - IMDb
  - Rotten Tomatoes
- Notices d'autorité (pour Matt Duffer) :   - VIAF
  - ISNI
  - GND

#### Ross Duffer
- Ressources relatives à l'audiovisuel (pour Ross Duffer) :   - Allociné
  - IMDb
  - Rotten Tomatoes
- Notices d'autorité (pour Ross Duffer) :   - VIAF
  - ISNI
  - BnF (données)
  - LCCN
  - GND
  - WorldCat